# Nunjo Finkel
Nunjo Finkel (Viena, 1926 — Rio de Janeiro, 1992) foi um médico neurologista brasileiro.
De origem muito humilde, conseguiu galgar posição de renome na medicina brasileira e até mundial. Descobriu uma doença que em sua homenagem se chama Doença de Finkel, e escreveu um livro, Neurologia das Arte Performáticas.